# Joseph-Louis Lagrange
Joseph-Louis Lagrange (în italiană Giuseppe Lodovico Lagrangia; n. 25 ianuarie 1736, Torino - d. 10 aprilie 1813, Paris) a fost un matematician și astronom francez de origine italiană, care a adus numeroase contribuții în matematică și mecanică, fiind considerat cel mai mare matematician al secolului al XVIII-lea.
Napoleon l-a supranumit „piramida grandioasă a științelor matematice”.

## Biografie
S-a născut la Torino, în Italia, ca Giuseppe Luigi (Lodovico) Lagrangia. Tatăl său, care avea o funcție superioară în cadrul trupelor Regatului Sardiniei, era un om bogat și cu o înaltă poziție socială iar mama sa unica fiică a unui medic bogat din Cambiano.
Prin diverse speculații, tatăl său își pierduse multe din proprietăți, astfel că tânărul Lagrange era nevoit să se descurce prin propriile puteri.
Încă din tinerețe, Lagrange a dovedit un interes deosebit pentru limbile clasice și astfel face cunoștință cu operele științifice ale lui Euclid și Arhimede.
Dar adevăratul interes pentru matematică i se deschide la Colegiul din Torino, unde întâlnește o publicație de-a lui Edmond Halley care îi deschide interesul pentru acest domeniu, în special pentru geometrie, spre nemulțumirea tatălui său care dorea ca el să urmeze avocatura.
La vârsta de 19 ani (în 1755) obține un post la catedra de matematică a Școlii Regale de Artilerie din Torino. Tot aici și-a publicat primele sale lucrări din domeniul ecuațiilor diferențiale și calculului diferențial. În 1757, Lagrange a figurat printre fondatorii Academiei din Torino.
În 1766 Lagrange părăsește orașul natal stabilindu-se la Berlin, unde este numit în funcția de director al departamentului de matematică al Academiei din Berlin, succedându-i lui Euler. Regele Frederic al II-lea al Prusiei dorea astfel ca „cel mai mare rege al Europei” să îl aibă pe „cel mai mare matematician al Europei”.
Un an mai târziu (în 1767), Lagrange s-a căsătorit, dar nu a avut copii.
A urmat o perioadă de douăzeci de ani în care a publicat asiduu numeroase articole și cărți din diferite subdomenii ale matematicii și mecanicii: algebră, calcul infinitezimal, teoria probabilităților, teoria numerelor, mecanică teoretică, astronomie, mecanica fluidelor, cartografie etc. Se pot cita peste 80 de memorii științifice publicate de către Lagrange în această perioadă fecundă.
Decesul soției sale (în 1783), îl deprimă însă foarte mult. Trei ani mai târziu, moartea regelui Frederic al II-lea al Prusiei, protectorul său, îl pune într-o situație dificilă. Primește însă numeroase oferte din Franța și Italia. În final, acceptă propunerea Academiei de Științe din Paris, unde se putea ocupa numai de cercetare, fără obligații didactice. Astfel, în 1787 Lagrange părăsește definitiv Berlinul, stabilindu-se la Paris.
Un an mai târziu, în 1788, Lagrange publică la Paris celebra sa carte „Mecanica analitică” (Mécanique analytique). Această carte (scrisă în mare parte pe când era încă în Prusia), este „nava amiral” a operei sale, fiind punctul culminant al muncii sale în domeniul mecanicii teoretice și al analizei matematice.
În 1789 izbucnește Revoluția Franceză. Lagrange nu este însă îngrijorat de evenimentele sângeroase care au loc, geniul său matematic și reputația de care se bucură în Franța fiind suficiente pentru a-l scăpa de represiunea declanșată împotriva străinilor. Comenzi speciale ale 
Comitetului Salvării Publice îi permit să-și continue îndeplinirea atribuțiilor sale. Începând cu anul 1791 participă la lucrările Comisiei de Măsuri și Greutăți, fiind astfel unul dintre părinții sistemului metric și al adoptării diviziunii în sistem zecimal al unităților de măsură.
În 1792 s-a recăsătorit cu fiica unui coleg astronom.
Academia de Științe a fost desființată în 1793 și un an mai târziu, colegul și prietenul său Lavoisier este executat, căzând victimă a regimului terorii. Acest eveniment l-a afectat mult pe Lagrange, el spunând: „A fost nevoie doar de o secundă pentru a i se tăia capul, dar va fi nevoie de un secol pentru a se mai ivi un astfel de cap”.
În 1794, odată cu înființarea renumitei Școli Politehnice (École polytechnique), Lagrange a devenit primul profesor de analiză matematică, post pe care îl ocupă (un an mai târziu) și la Școala Normală (École normale). A continuat să publice lucrări de analiză matematică, printre care: Théorie des fonctions analytiques (1797) și Leçons sur le calcul des fonctions (1800).
La 25 decembrie 1799 a fost numit senator, fiind unul dintre puținii oameni de știință membri ai Senatului (alte exemple celebre au fost Monge și Laplace). A fost decorat cu Legiunea de Onoare de către Napoleon în 1808 și a devenit conte al Imperiului.
Joseph-Louis Lagrange a murit la Paris, în vârstă de 77 de ani, lăsând în urma lui o operă științifică ce a dus la progrese substanțiale în toate ramurile de matematicii și fizicii din acea epocă. Cunoscut îndeosebi pentru introducerea metodelor analitice în geometrie, el a obținut rezultate remarcabile în mai toate domeniile matematicii, publicând importante lucrări de geometrie, trigonometrie și mecanică.
Este îngropat în Pantheonul din Paris.

## Opera științifică
În matematică, Lagrange este considerat fondator al calculului variațiilor (simultan cu Euler) și al teoriei formelor pătratice. A demonstrat teorema lui Wilson pentru numere prime și conjectura lui Bachet referitoare la descompunerea unui număr întreg în patru pătrate perfecte. Numele său apare aproape peste tot în matematică. Astfel, este celebră teorema din teoria grupurilor care îi poartă numele, o altă teoremă referitoare la fracțiile continue, precum și ecuația diferențială a lui Lagrange.
În analiza matematică el a dat formula restului pentru dezvoltările în serie Taylor, formula creșterilor finite și formula de interpolare; a introdus metoda multiplicatorilor pentru rezolvarea problemei aflării extremelor condiționate.
În algebră a elaborat teoria ecuațiilor (a cărei generalizare este teoria lui Galois), a găsit metoda de calcul aproximativ al rădăcinilor ecuațiilor algebrice cu ajutorul fracțiilor continue, metoda de separare a rădăcinilor ecuațiilor, algebrice, metoda de eliminare a variabilelor dintr-un sistem de ecuații.
În domeniul ecuațiilor diferențiale, Lagrange a elaborat teoria soluțiilor singulare, precum și metoda variației constantelor.
În fizică, precizând principiul minimei acțiuni și utilizând calculul variațiilor, el a descoperit funcția care satisface ecuațiile Lagrange, funcție care îi poartă numele.
A dezvoltat mecanica analitică, introducând metoda multiplicatorilor Lagrange (1788).
S-a implicat, de asemenea, în astronomie, efectuând cercetări ample cu privire la „problema celor trei corpuri”, unul dintre rezultatele sale fiind punerea în evidență a punctelor de echilibru pentru un corp de masă neglijabilă aflat sub influența a două corpuri de masă mare în jurul cărora orbitează, puncte numite ulterior „punctele lui Lagrange”.
De asemenea, în 1764, în lucrarea Récherches sur la libration de la lune (premiată de către Academia Franceză de Științe) explică fenomenul de librație lunară.
O teoremă celebră îi este atribuită: Teorema lui Lagrange.

### Principalele lucrări
- Réflexions sur la résolution algébrique (1771). Această lucrare i-a inspirat pe Abel și pe Galois.
- Mécanique analytique (1788) in Œuvres de Lagrange, édité par Joseph-Alfred Serret, Paris 1867, vol. 11 et 12 (Text online).
- Traité des fonctions analytiques.

## Omagieri
- Numele său este înscris pe Turnul Eiffel [12].
- Un crater lunar îi poartă numele: Lagrange.
- Asteroidul 1006 Lagrangea a fost denumit în onoarea sa.
- A fost înhumat la Panteonul din Paris.
- O stradă din Paris, din arondismentul 5 și o stradă din Torino îi poartă numele.
- Punctul de non gravitate Terra / Soare, căruia i-a prezis existența, se numește „Punctul Lagrange L2”, în onoarea sa.